# Heteroclitopus annamariae
Heteroclitopus annamariae är en skalbaggsart som beskrevs av Branco 1991. Heteroclitopus annamariae ingår i släktet Heteroclitopus och familjen bladhorningar. Inga underarter finns listade i Catalogue of Life.